# Riwon
Riwon (Hán Việt: Lợi Nguyên) là một huyện của tỉnh Hamgyong Nam tại Cộng hòa Dân chủ Nhân dân Triều Tiên. Huyện nằm ở góc đông bắc của tỉnh và giáp với biển Nhật Bản ở phía đông nam.
Riwon nói chung có địa hình đồi núi, mặc dù cũng có một số đồng bằng nhỏ, huyện có dãy núi Taedok (대덕산맥). Đỉnh cao nhất trên địa bàn là Taedoksan (1,442 m). Huyện có 10 dòng suối lớn; trong đó có Namdaechon, chũng đều đổ ra biển Nhật Bản. Có một số vịnh và đảo ven bờ thuộc huyện Riwon. Do vị trí địa lý, huyện có khí hậu ôn hòa hơn những nơi khác trong nước. Đất rừng chiểm 73% diện tích của huyện, trong đó 70% là tùng bách).
Chế tạo máy là ngành kinh tế chủ đạo của huyện, chiếm một nửa sản lượng công nghiệp hàng năm. Các loại khoáng sản trong huyện gồm có quặng sắt, sắt sulfide, tan, đá vôi, than chì, quartzit và Silic dioxide. Nông nghiệp phát triển ở các vùng đồng bằng và dọc theo các con suối, các cây trồng chính là lúa gạo, đỗ tương và ngô. Các tuyến đường sắt Pyongra, Riwon-Cholsan và Chaho chạy qua địa bàn huyện.
Năm 2008, dân số toàn huyện Riwon là 117.320 người (55.141 nam và 62.179 nữ), trong đó, dân cư đô thị là 57.036 người (48,6%) còn dân cư nông thôn là 60.284 người (51,4%).